# West Indies Women’s Cricket Team in Pakistan in der Saison 2024
Die Tour der West Indies Women’s Cricket Team nach Pakistan in der Saison 2024 fand vom 18. April bis zum 3. Mai 2024 statt. Die internationale Cricket-Tour war Bestandteil der internationalen Cricket-Saison 2024 und umfasste drei WODIs und fünf WTwenty20s. Die WODIs waren Teil der ICC Women’s Championship 2022–2025. Die West Indies gewannen die WDOI-Serie mit 3−0 und die WTwenty20-Serie mit 4–1.

## Vorgeschichte
Für beide Mannschaften war es die erste Tour der Saison. Das letzte Aufeinandertreffen der beiden Mannschaften bei einer Tour fand in der Saison 2021/22 in Pakistan statt.

## Stadion
Das folgende Stadion wurde für die Tour ausgewählt.
| Stadion          | Stadt   | Kapazität | Spiele                     |
| ---------------- | ------- | --------- | -------------------------- |
| National Stadium | Karachi | 34.228    | 1. – 3. WODI; 1. – 5. WT20 |

## Kaderlisten
Die West Indies benannten ihren Kader am 30. März 2024.
| WODI | WODI | WTwenty20 | WTwenty20 |
| Pakistan | West Indies | Pakistan | West Indies |
| --- | --- | --- | --- |
| - Nida Dar (K) - Aliya Riaz - Bismah Maroof - Diana Baig - Fatima Sana - Muneeba Ali - Najiha Alvi (wk) - Nashra Sandhu - Natalia Pervaiz - Sadaf Shamas - Sadia Iqbal - Sidra Ameen - Sidra Nawaz (wk) - Tuba Hassan - Umm-e-Hani - Waheeda Akhtar | - Hayley Matthews (K) - Shemaine Campbelle (VK, wk) - Aaliyah Alleyne - Shamilia Connell - Afy Fletcher - Cherry-Ann Fraser - Jannillea Glasgow - Chinelle Henry - Zaida James - Qiana Joseph - Chedean Nation - Karishma Ramharack - Stafanie Taylor - Rashada Williams - Kate Wilmott | - Nida Dar (K) - Aliya Riaz - Ayesha Zafar - Bismah Maroof - Diana Baig - Fatima Sana - Gull Feroza - Natalia Pervaiz - Muneeba Ali (wk) - Najiha Alvi (wk) - Nashra Sandhu - Rameen Shamim - Sadia Iqbal - Sidra Ameen - Tuba Hassan - Umm-e-Hani | - Hayley Matthews (K) - Shemaine Campbelle (VK, wk) - Aaliyah Alleyne - Shamilia Connell - Afy Fletcher - Cherry-Ann Fraser - Jannillea Glasgow - Chinelle Henry - Zaida James - Qiana Joseph - Chedean Nation - Karishma Ramharack - Stafanie Taylor - Rashada Williams - Kate Wilmott |

## Women’s One-Day Internationals

### Erstes WODI in Karachi
| 18. April Scorecard | Karachi | West Indies 269-8 (50)           | – | Pakistan 156 (35.5) |
|                     |         | West Indies gewinnt mit 113 Runs |   |                     |

Die West Indies gewannen den Münzwurf und entschieden sich als Schlagmannschaft zu beginnen. Als Spielerin des Spiels wurde Hayley Matthews ausgezeichnet.

### Zweites WODI in Karachi
| 21. April Scorecard | Karachi | Pakistan 223 (48.5)               | – | West Indies 225-8 (50) |
|                     |         | West Indies gewinnt mit 2 Wickets |   |                        |

Pakistan gewann den Münzwurf und entschied sich als Schlagmannschaft zu beginnen. Als Spielerin des Spiels wurde Stafanie Taylor ausgezeichnet.

### Drittes WODI in Karachi
| 23. April Scorecard | Karachi | West Indies 278-6 (50)          | – | Pakistan 190 (47.5) |
|                     |         | West Indies gewinnt mit 88 Runs |   |                     |

Die West Indies gewannen den Münzwurf und entschieden sich als Schlagmannschaft zu beginnen. Als Spielerin des Spiels wurde Hayley Matthews ausgezeichnet.

## Women’s Twenty20 International

### Erstes WTwenty20 in Karachi
| 26. April Scorecard | Karachi | West Indies 122-9 (20)        | – | Pakistan 121-8 (20) |
|                     |         | West Indies gewinnt mit 1 Run |   |                     |

Die West Indies gewannen den Münzwurf und entschieden sich als Schlagmannschaft zu beginnen. Als Spielerin des Spiels wurde Karishma Ramharack ausgezeichnet.

### Zweites WTwenty20 in Karachi
| 28. April Scorecard | Karachi | Pakistan 121-7 (20)               | – | West Indies 124-3 (18.2) |
|                     |         | West Indies gewinnt mit 7 Wickets |   |                          |

Pakistan gewann den Münzwurf und entschieden sich als Schlagmannschaft zu beginnen. Als Spielerin des Spiels wurde Hayley Matthews ausgezeichnet.

### Drittes WTwenty20 in Karachi
| 30. April Scorecard | Karachi | West Indies 132-5 (20)         | – | Pakistan 130-8 (20) |
|                     |         | West Indies gewinnt mit 2 Runs |   |                     |

Pakistan gewann den Münzwurf und entschieden sich als Feldmannschaft zu beginnen. Als Spielerin des Spiels wurde Hayley Matthews ausgezeichnet.

### Viertes WTwenty20 in Karachi
| 2. Mai Scorecard | Karachi | West Indies 84-9 (20)          | – | Pakistan 87-2 (16.3) |
|                  |         | Pakistan gewinnt mit 8 Wickets |   |                      |

Die West Indies gewannen den Münzwurf und entschieden sich als Schlagmannschaft zu beginnen. Als Spielerin des Spiels wurde Sadia Iqbal ausgezeichnet.

### Fünftes WTwenty20 in Karachi
| 3. Mai Scorecard | Karachi | Pakistan 134-8 (20)               | – | West Indies 136-2 (18.2) |
|                  |         | West Indies gewinnt mit 8 Wickets |   |                          |

Die West Indies gewannen den Münzwurf und entschieden sich als Feldmannschaft zu beginnen. Als Spielerin des Spiels wurde Hayley Matthews ausgezeichnet.

## Auszeichnungen

### Player of the Series
Als Player of the Series wurden der folgende Spieler ausgezeichnet.
| Serie | Player of the Series |
| ----- | -------------------- |
| WODI  | Hayley Matthews      |
| WT20  | Hayley Matthews      |

### Player of the Match
Als Player of the Match wurden die folgenden Spielerinnen ausgezeichnet.
| Spiel   | Player of the Match |
| ------- | ------------------- |
| 1. WODI | Hayley Matthews     |
| 2. WODI | Stafanie Taylor     |
| 3. WODI | Hayley Matthews     |
| 1. WT20 | Karishma Ramharack  |
| 2. WT20 | Hayley Matthews     |
| 3. WT20 | Hayley Matthews     |
| 4. WT20 | Sadia Iqbal         |
| 5. WT20 | Hayley Matthews     |